# Biskopsvalet i Härnösands stift 2024
Biskopsvalet i Härnösands stift 2024 är ett val av biskopen för Härnösands stift inom Svenska kyrkan. Valet vanns av stiftsadjunkten i Västerås stift Teresia Boström (då Derlén), efter nomineringsval och två valomgångar. Hon biskopsvigdes den 22 september 2024 i Uppsala domkyrka, och tillträdde samtidigt som biskop för Härnösands stift.
Valet orsakades av att biskop Eva Nordung Byström vårvintern 2023 meddelade att hon avsåg att lägga ned sin stav och gå i pension.

## Bakgrund

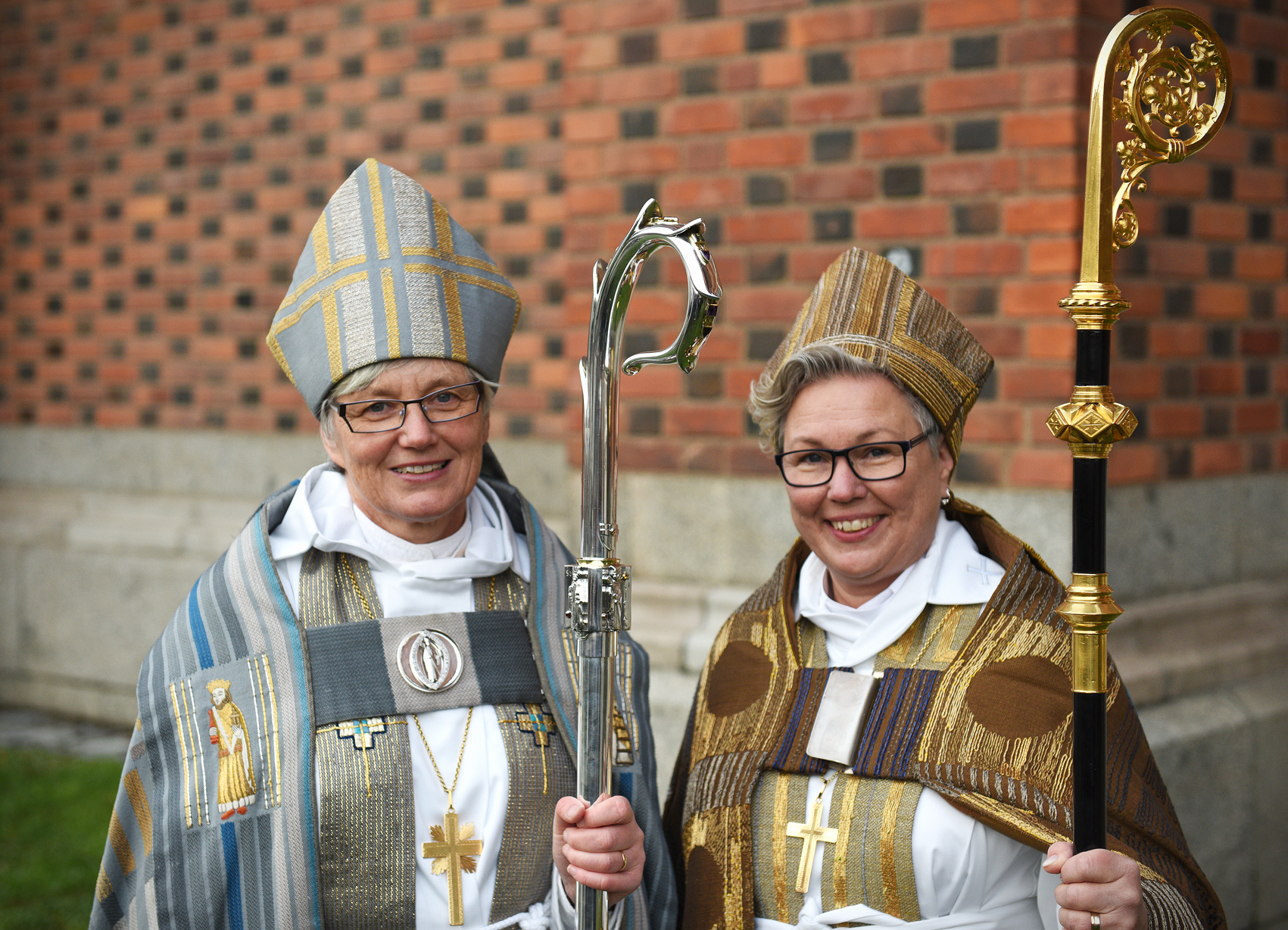
Dåvarande ärkebiskop Antje Jackelén och Eva Nordung Byström vid den senares biskopsvigning 2014.

Enligt kyrkoordningen ska Svenska kyrkan vara indelad i stift, som leds av en biskop. Stiften utgör ett pastoralt område och ska främja och ha tillsyn över församlingarna. Biskopen ansvarar för ledning och tillsyn i stiftet, för att evangeliet förkunnas rent och klart samt att sakramenten förvaltas enligt kyrkans bekännelse och ordning. Biskopen viger präster och diakoner samt visiterar stiftets församlingar.
Biskopen är ordförande i stiftsstyrelsen och domkapitlet, och ledamot i biskopsmötet. Biskopssäte är Härnösand, och domkyrka är Härnösands domkyrka.
I biskopsvalet i Härnösands stift 2014 valdes Eva Nordung Byström till ny biskop av Härnösands stift. Hon tillträdde den 14 december 2014 efter att ha vigts till biskop av ärkebiskop Antje Jackelén i Uppsala domkyrka samma dag. Den 2 mars 2023 rapporterade media att Nordung Byström avser att gå i pension hösten 2024. Nordung Byström skulle då vara 67 år gammal och tjänstgjort som stiftets biskop i nästan 10 år.

## Valprocessen
Enligt Kyrkoordning för Svenska kyrkan ska biskopar utses genom val i stiftet. Valet ska föregås av ett nomineringsval, samt behörighetsprövning av de nominerade. Det är stiftsstyrelsen som ansvarar för genomförandet av nomineringsval och val, medan Svenska kyrkans ansvarsnämnd för biskopar svarar för behörighetsprövningen.

### Röstberättigade
Röstberättigade i valet är
- domkapitlets och stiftsstyrelsens ledamöter,
- de präster och diakoner som är anställda tills vidare eller minst sex månader i stiftet, dess församlingar eller pastorat, samt
- ett lika stort antal elektorer från församlingarna i stiftet.[10]

Den 3 maj 2023 beslutade stiftsstyrelsen i Härnösands stift om en tidsplan för biskopsvalet. Samtidigt fastställdes antalet elektorer till 189. Till detta kommer lika många anställda i vigningstjänsten och 20 ledamöter i domkapitel och stiftsstyrelse.

### Nominering och Nomineringsval
Den 27 februari 2024 anordnades nomineringsval i Sundsvall. Stiftsstyrelsen hade beslutat om en restriktiv process, där nomineringsvalet skulle vara det enda tillfället då nomineringar kunde göras. Förtidsnominering eller andra skriftliga nomineringar tilläts inte. I samband med nomineringsvalet gavs också möjlighet för de röstberättigade att plädera för sina kandidater. 
För att försäkra sig om att det skulle finnas många kandidater i biskopsvalet hade stiftsstyrelsen vidtagit åtgärder utöver vad som krävs enligt kyrkoordningen, genom att tillsätta en beredningsgrupp med uppgift att ta fram en kravprofil för uppdraget och därefter föreslå ett antal kandidater inför nomineringsvalet. Beredningsgruppen bestod av stiftsstyrelsens vice ordförande och tre ledamöter, en diakon och en präst från domkapitlet, två kontraktsprostar, en representant för Svenska Kyrkans Unga och stiftsdirektorn.
Beredningsgruppens sökprofil betonade bland annat förmåga att inspirera, ungdoms- och sydsamiska perspektiv, teologiskt och kyrkopolitiskt ledarskap samt forskningskompetens inom teologi. Profilen var endast bindande för beredningsgruppens eget arbete, men publicerades öppet för att beredningsgruppens arbete skulle vara transparent.
Totalt deltog 84 % av de röstberättigade i nomineringsvalet. Sammantaget nominerades 13 personer. Åtta av kandidaterna fick mer än 5 % av rösterna och hade därmed kvalificerat sig för att delta i biskopsvalet. En av kandidaterna meddelade efter valet att han inte längre är kandidat i den fortsatta valprocessen.
| Namn                                                         | Nuvarande befattning | Antal röster | Andel röster | Kommentar                        |
| ------------------------------------------------------------ | --- | ------------ | ------------ | -------------------------------- |
| Kvalificerade för att gå vidare till behörighetsprövning:    | |              |              |                                  |
| Kenneth Nordgren                                             | präst, teologie doktor, rektor vid Svenska kyrkans utbildningsinstitut                                                   | 88           | 26 %         |                                  |
| Boel Hössjer Sundman                                         | präst, teologie doktor, stiftsprost i Stockholms stift.                                                                  | 47           | 14 %         |                                  |
| Caroline Edlund                                              | präst, teologie doktor, församlingsherde i Edsbergs och Mosjö-Täby församlingar, kontraktsprost i Norra Närkes kontrakt. | 36           | 11 %         |                                  |
| Teresia Boström                                              | präst, filosofie doktor i teologi, stiftsteolog och biskopsadjunkt i Västerås stift                                      | 34           | 10 %         |                                  |
| Göran Lundstedt                                              | präst, teologie doktor, stiftsadjunkt i Härnösands stift, VD och redaktör för Svensk Kyrkotidning                        | 33           | 10 %         |                                  |
| Ulf Lindgren                                                 | präst, domkyrkokaplan i Stockholms domkyrkoförsamling                                                                    | 31           | 9 %          |                                  |
| Kent Nordin                                                  | präst, domprost i Härnösands stift, kontraktsprost i Ådalens kontrakt, officershögskolan, fd fältpräst                   | 23           | 7 %          |                                  |
| Stefan Nilsson                                               | präst, direktor vid Ersta diakoni                                                                                        | 21           | 6 %          | Har därefter avstått kandidatur. |
| Ej kvalificerade för att gå vidare till behörighetsprövning: | |              |              |                                  |
| Eva-Mari Karlsson Kempi                                      | diakon, stiftsdiakon i Västerås stift                                                                                    | 9            | 3 %          |                                  |
| Charlotte Frycklund                                          | präst, nätpräst vid Svenska kyrkans kyrkokansli, författare                                                              | 5            | 1 %          |                                  |
| Jonas Lindberg                                               | präst, teologie doktor, biträdande kyrkoherde, Uppsala domkyrkoförsamling                                                | 1            | 0 %          |                                  |
| Stefan Andersson                                             | präst, kyrkoherde i Timrå församling                                                                                     | 1            | 0 %          |                                  |
| Håkan Toresson                                               | präst, kyrkoherde i Costablanca                                                                                          | 1            | 0 %          |                                  |
| Ogiltiga röster                                              | | 3            | ---          |                                  |
| Referenser:                                                  | |              |              |                                  |

### Behörighetsprövning
Svenska kyrkans ansvarsnämnd för biskopar ska pröva behörigheten att biskopvigas hos samtliga kandidater som fått minst 5 % av rösterna i nomineringsvalet, och som inte redan tjänstgör som biskop. Prövningen avser att den nominerade är döpt och konfirmerad, tillhör Svenska kyrkan och har förklarat sig beredd att tjänstgöra tillsammans med kyrkans alla andra vigda ämbetsinnehavare, oavsett deras kön.
Ansvarsnämnden beslutade den 8 april 2024 att samtliga sju kandidater som kvalificerat sig för behörighetsprövning och som kvarstod som kandidater var behöriga att väljas i valet av biskop i Härnösands stift.

### Utfrågningar av biskopskandidaterna

#### Hearing av samtliga kandidater
Den 16 april anordnade stiftet en offentlig utfrågning med de behöriga biskopskandidaterna. Utfrågningen hölls i Östersund, och direktsändes över webben samt publicerades i efterhand för allmänheten.
Under dagen frågades var och en av kandidaterna ut enskilt under cirka 30 minuter, av en panel bestående av kommunikatören Helga Baagøe, prästen och forskaren Jonas Ideström samt Albin Nordlund från Svenska kyrkans unga. Varje utfrågning inleddes med gemensam psalmsång, följt av att kandidaten förklarade varför han eller hon valt just den psalmen. Därefter ställdes i stort sett likalydande frågor om ideellt engagemang i kyrkan, prästrollen (inklusive synen på samkönade äktenskap), diakoni, ungdomars tro och vardag, Härnösands stift och biskopens roll samt mission.

#### Samtal mellan slutkandidaterna
Efter den första valomgången bjöds de röstberättigade in att lyssna till en ny utfrågning av de två slutkandidaterna, som anordnades i Sundsvall den 2 maj. utfrågningen skedde i form av ett samtal mellan slutkandidaterna, som leddes av förre ärkebiskopen Anders Wejryd. Wejryd inledde med att konstatera att en andra utfrågning är en unik företeelse för detta val. Samtalet handlade bland annat om biskopsrollen, ledarskap och ekumenik. En filmad version publicerades i efterhand på webben.

### Första valomgången
Den första valomgången genomfördes den 22 april 2024. Röstningen skedde i sex valkretsar: stiftets fem kontrakt samt samt stiftsstyrelsens och domkapitlets valkrets.
Valdeltagandet uppgick till 89 %. Ingen av de nominerade fick mer än hälften av rösterna, därför gick de två kandidater som fått flest röster – Teresia Boström och Kenneth Nordgren – vidare till en andra valomgång. Valresultatet utföll som följer:
| Namn                                                       | Antal röster | Andel röster |
| ---------------------------------------------------------- | ------------ | ------------ |
| Kvalificerade för att gå vidare till andra valomgången:    |              |              |
| Teresia Boström                                            | n/a          | 25 %         |
| Kenneth Nordgren                                           | n/a          | 21 %         |
| Ej kvalificerade för att gå vidare till andra valomgången: |              |              |
| Ulf Lindgren                                               | n/a          | 18 %         |
| Göran Lundstedt                                            | n/a          | 11 %         |
| Kent Nordin                                                | n/a          | 10,5 %       |
| Boel Hössjer Sundman                                       | n/a          | 9 %          |
| Caroline Edlund                                            | n/a          | 5,5 %        |
| Referenser:                                                |              |              |

### Andra valomgången
Eftersom ingen av kandidaterna fått mer än hälften av rösterna i den första valomgången genomfördes en andra valomgång mellan de två kandidater som fått flest röster i den första valomgången. Den andra valomgången hölls 14 maj 2024. Valkretsindelningen var den samma som vid den första valomgången. Totalt avlades 351 giltiga röster (88 % valdeltagande), och valet vanns av Teresia Boström med 61 % av rösterna.
| Namn             | Antal röster | Andel röster |
| ---------------- | ------------ | ------------ |
| Teresia Boström  | 214          | 61 %         |
| Kenneth Nordgren | 137          | 39 %         |
| Referenser:      |              |              |

## Tillträde för ny biskop
Den avgående biskopen, Eva Nordung Byström, lade ned sin biskopsstav och avgick som stiftsbiskop vid en gudstjänst i Härnösands domkyrka den 14 september 2024.
Teresida Boström vigdes till biskop av ärkebiskop Martin Modéus vid en gudstjänst i Uppsala domkyrka den 22 september. I samma gudstjänst vigdes även ny biskop för Skara stift. Boström mottogs som ny biskop av Härnösands stift vid en gudstjänst i Härnösands domkyrka den 28 september 2024.